# Emily Rose
Emily Rose (ur. 13 października 1988 r. w Subiaco) – australijska wioślarka.

## Osiągnięcia
- Mistrzostwa Świata – Poznań 2009 – czwórka bez sternika – 4. miejsce[1].